# Pátio West Side

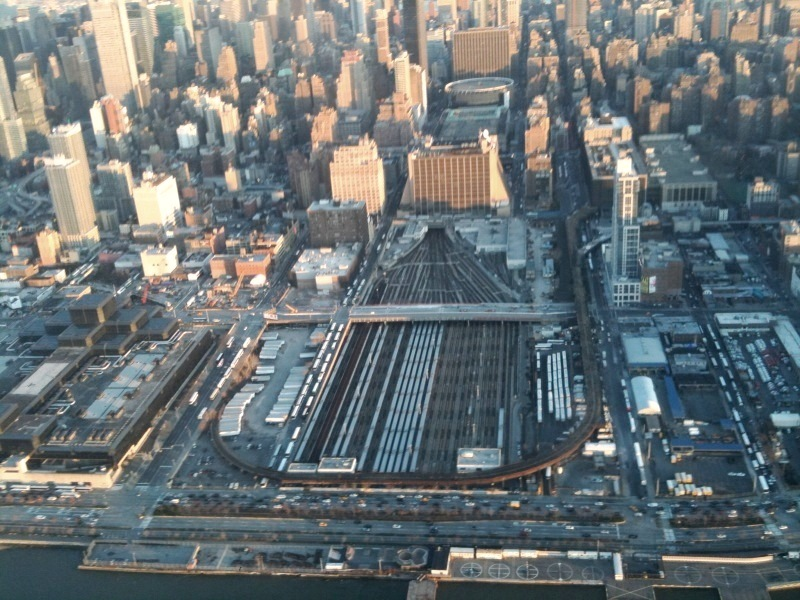
O pátio, entre a Penn Station e o rio Hudson, visto antes do início da construção do Hudson Yards em 2012

O pátio West Side (oficialmente pátio West Side John D. Caemmerer) é um pátio ferroviário da Metropolitan Transportation Authority no lado oeste de Manhattan, na cidade de Nova Iorque. Usado para armazenar trens de passageiros operados pela Long Island Rail Road. O pátio de 26,17 acre (10,6 ha) fica entre a West 33rd Street, a 10ª Avenida e a 12ª Avenida.
O pátio inclui trilhos de armazenamento, uma oficina coberta de seis trilhos para manutenção, uma plataforma de 12 vagões para limpeza e uma sala de descanso para funcionários. O pátio fica na extremidade norte do High Line, uma antiga ferrovia elevada convertida em um parque. Também fica acima da estação metroviária 34th Street–Hudson Yards, inaugurada em 2015.
Antes da abertura do pátio em 1987, os trens de horários de picos para ou da Penn Station tinham que circular sem passageiros para os pátios de armazenamento em Long Island, onde os trens eram armazenados. O pátio aumentou a capacidade da LIRR.

## História

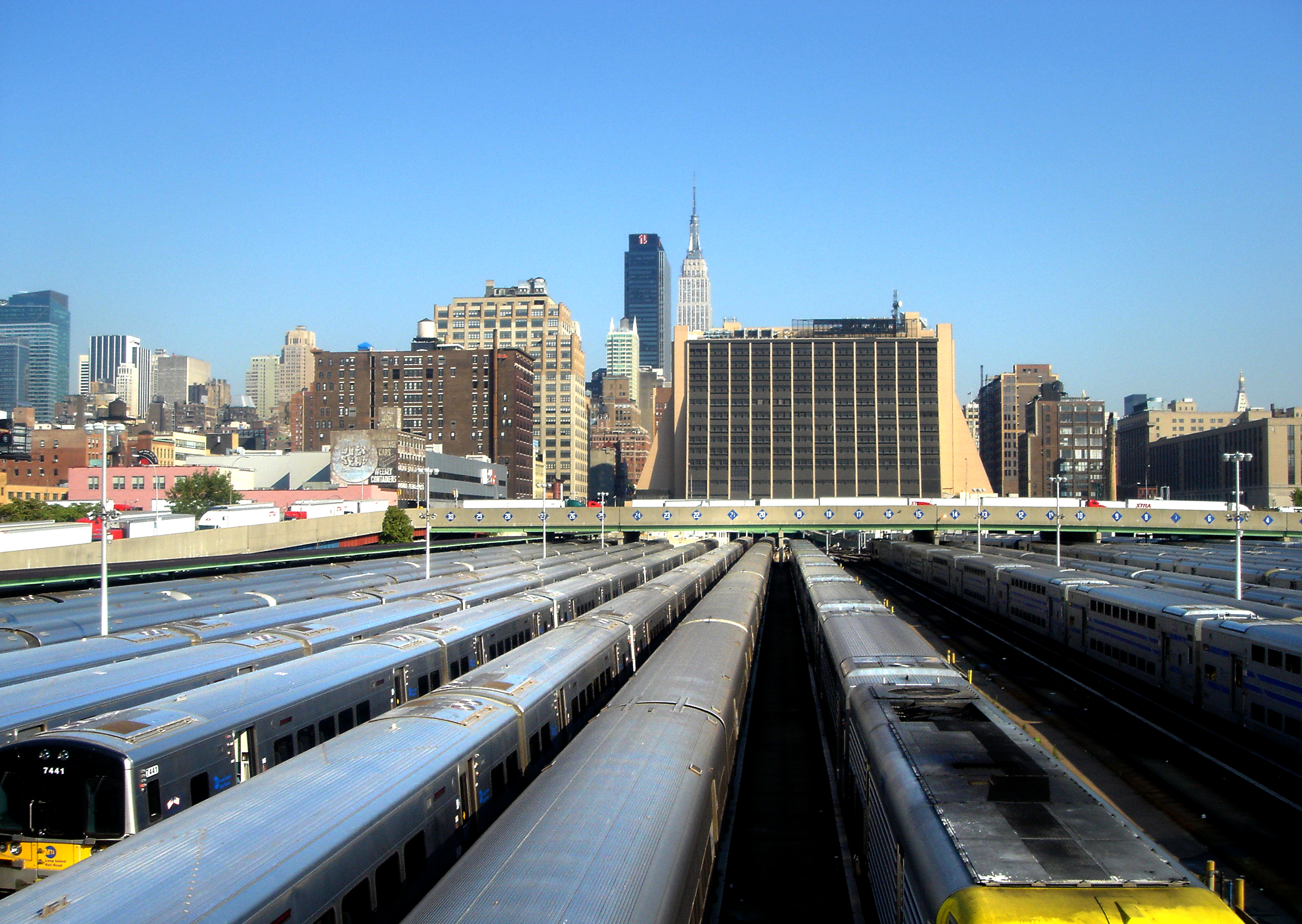
Vista do pátio em direção à Penn Station

O pátio de 26.17 acres (10.59 ha) é margeado pela West 30th Street, West 33rd Street, 10ª Avenida e 12ª Avenida. Por volta de 1851, a Hudson River Railroad construiu o pátio como um depósito para a  para uma linha que descia a 11ª Avenida, já que os trens não tinham permissão para operar ao sul da West 32nd Street. A New York Central e mais tarde a Penn Central expandiram o pátio ferroviário e o usaram como terminal de carga até a década de 1970, quando a Penn Central declarou falência e suas propriedades em Manhattan foram colocadas à venda.
O pátio foi construído porque a capacidade de armazenamento limitada na Penn Station forçava os trens da LIRR a fazer viagens sem passageiros aos pátios de armazenamento em Long Island. Essas viagens ocupavam espaço na linha, limitando assim a capacidade das ferrovias para a Penn Station. O pátio foi inaugurado em 1987, aumentando a capacidade da Penn Station. O pátio West Side leva o nome de John D. Caemmerer, um senador do estado de Nova Iorque que ajudou a obter 195,7 milhões de dólares para sua construção.
Durante a construção, um túnel foi construído sob alguns dos trilhos, permitindo que os trens da Amtrak se direcionassem para o norte e viajassem para o resto do Estado de Nova Iorque através da linha West Side. Os trens começaram a usar este túnel em 7 de abril de 1991; antes disso, os trens do Empire Service partiam do Grand Central Terminal.

### Direitos aéreos

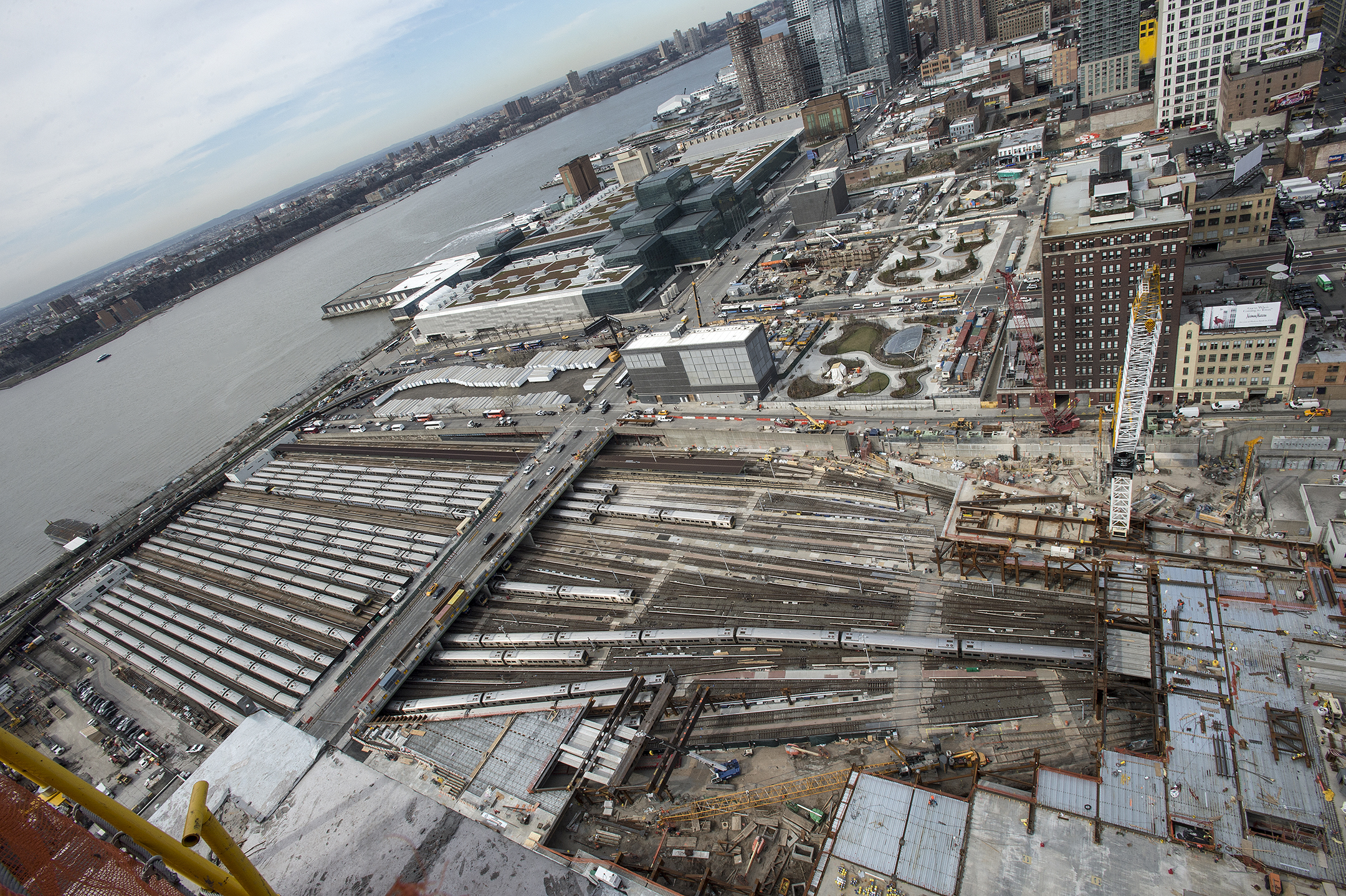
Plataformas (canto inferior direito) sendo construídas na porção leste do pátio ferroviário em 2015

Muitas propostas foram feitas para desenvolver as propriedades acima do pátio ferroviário, incluindo uma grande expansão de Midtown Manhattan por William Zeckendorf na década de 1950 e um conjunto habitacional considerado pela US Steel na década de 1960. O pátio foi projetado com espaço entre os trilhos reservado para colunas para apoiar estruturas acima dos trilhos. O Madison Square Garden considerou uma possível mudança para o local em meados da década de 1980. Na década de 1990, os direitos aéreos foram considerados como um possível local para um estádio do New York Yankees. Os direitos aéreos do pátio ferroviário foram propostos pela candidatura de Nova Iorque para os Jogos Olímpicos de Verão de 2012 como local para o centro de mídia, a praça olímpica e o Estádio Olímpico, a ser ocupado posteriormente pelo New York Jets.
A parte leste do pátio West Side foi rezoneada para uso residencial e comercial em janeiro de 2005 como parte do Projeto Hudson Yards. Após o cancelamento do estádio West Side, a parte oeste do pátio ferroviário foi zoneada para acomodar o desenvolvimento residencial e comercial em dezembro de 2009. A construção começou em dezembro de 2012. Para apoiar os prédios, uma plataforma foi construída acima do pátio ferroviário.

## Programa Gateway

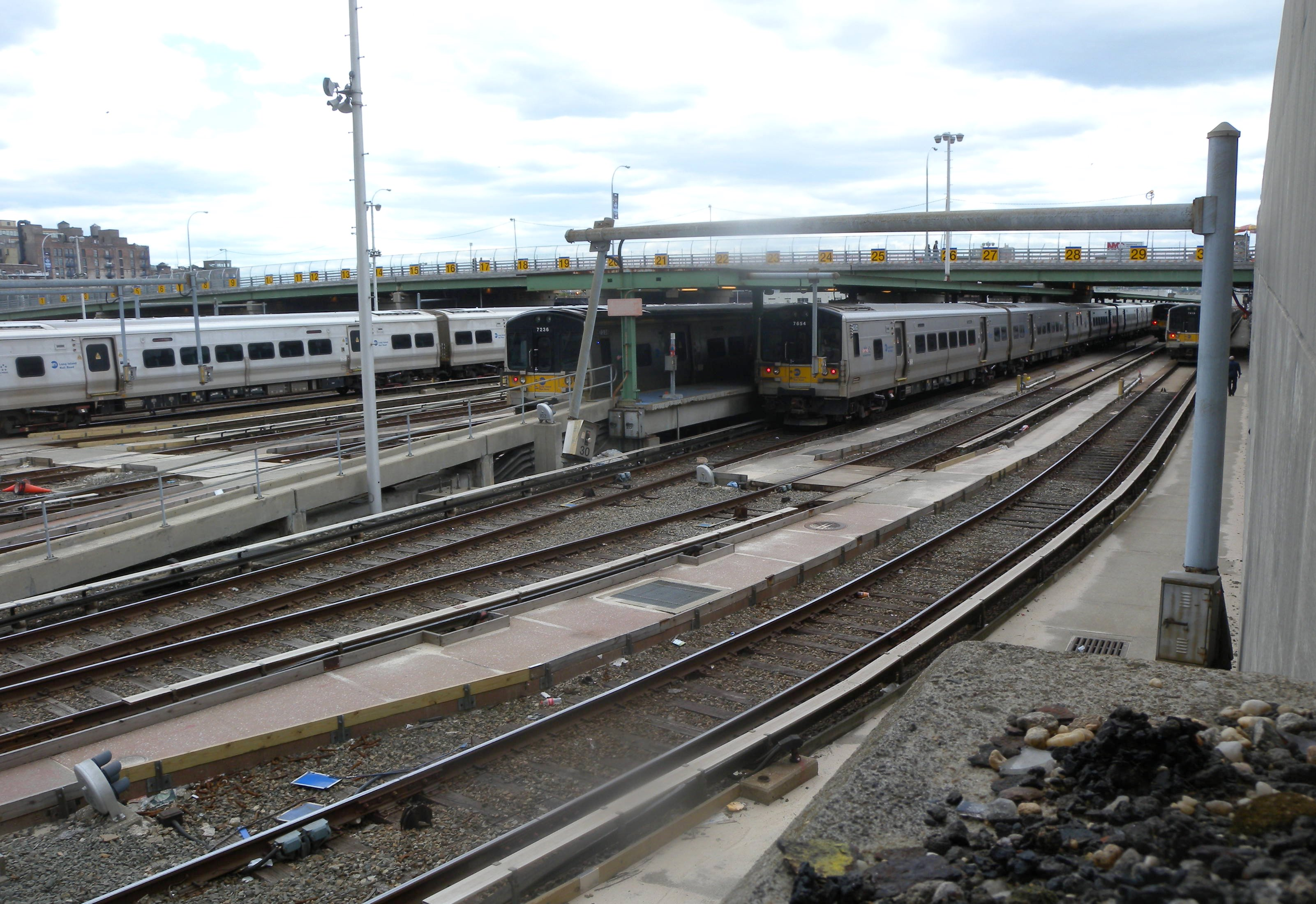
O pátio visto da 33rd Street

O Projeto Gateway é uma proposta para construir um corredor ferroviário de alta velocidade para aliviar gargalo do Corredor Nordeste entre Newark, Nova Jérsei e a cidade de Nova Iorque. Para evitar um potencial conflito entre o Projeto Gateway e o Hudson Yards, cuja construção se iniciou no final de 2012, funcionários da Amtrak disseram em fevereiro de 2013 que o espaço para o projeto seria preservado através da construção de um túnel abaixo, a ser financiado por 120 a 150 milhões de dólares em fundos federais. Em junho de 2013, o Departamento de Transporte dos Estados Unidos anunciou que 183 milhões de dólares foram encaminhados à estrutura, como parte do financiamento de recuperação de danos devidos ao furacão Sandy.
A estrutura subterrânea de concreto tem 240 m de comprimento, 15 m de largura e aproximadamente 11 m de altura. A Amtrak concedeu a Tutor Perini um contrato de 133 milhões de dólares para a construção. A construção começou em dezembro de 2014 e estava quase concluída em julho de 2017, embora as disputas concernentes ao financiamento tenham paralisado as obras. A construção substancialmente concluída em novembro de 2017. A fase seguinte estenderia a estrutura entre a 11ª e a 12ª Avenidas à medida que o desenvolvimento do Hudson Yards continuava para oeste.
A Amtrak, A NJ Transit e a MTA solicitaram à Agência Federal dos Transportes um financiamento de 65 milhões de dólares para outro estrutura  de 32 m para preservar o espaço na 11ª Avenida em Manhattan sob um viaduto que foi reformado entre 2009 e 20011.